# Phyllanthus maleolens
Phyllanthus maleolens är en emblikaväxtart som beskrevs av Ignatz Urban och Erik Leonard Ekman. Phyllanthus maleolens ingår i släktet Phyllanthus och familjen emblikaväxter. Inga underarter finns listade i Catalogue of Life.